# Laura Berlin
Laura Berlin (Berlijn, 1990) is een Duits actrice en fotomodel.

## Carrière
Berlin startte haar carrière op haar 15e via een modellenbureau als fotomodel. Twee jaar later nam ze deel aan modeshows voor onder meer Boss, Balenciaga, Michalsky en Fornarina. Op haar 17e verscheen ze op de cover van de Italiaanse editie van het tijdschrift Elle.
Ze maakte haar acteerdebuut in 2009 als hoofdpersonage in de Duitse sprookjesfilm Schneewittchen. Berlin had ook rollen in de films Rubinrot, Saphirblau en Smaragdgrün. In 2017 had ze een rol in de televisieserie Einstein. Vanaf 2018 heeft ze een vaste rol in de serie Notruf Hafenkante.

## Filmografie (selectie)

### Bioscoop
- 2010: Männerherzen ... und die ganz ganz große Liebe
- 2013: Rubinrot
- 2014: Saphirblau
- 2015: Tod den Hippies!! Es lebe der Punk
- 2016: Smaragdgrün
- 2017: Bullyparade - Der Film
- 2018: Cologne P.D.
- 2018: Ronny und Klaid
- 2021: Hexenjagd

### Televisie
- 2009: Schneewittchen
- 2010: Eternalsoul.org (korte film)
- 2010: Tod einer Schülerin
- 2010: Vater aus heiterem Himmel
- 2010: Notruf Hafenkante - Risiken und Nebenwirkungen
- 2011: SOKO Wismar - Nachtzug nach Wismar
- 2011: SOKO Stuttgart - Auf die Plätze, fertig, tot
- 2012: SOKO Wismar - Die Mörderspinne
- 2013: SOKO Leipzig - Eiszeit
- 2014: Sapore di te
- 2014: Polizeiruf 110 - Eine mörderische Idee
- 2014: Verbotene Liebe (4 afleveringen)
- 2014: Polizeiruf 110 - Eine mörderische Idee
- 2015: Meine allerschlimmste Freundin
- 2015: Alarm für Cobra 11 - Die Autobahnpolizei - Lockdown
- 2015: Binny und der Geist - Leonina
- 2015: In aller Freundschaft - Die jungen Ärzte - Starke Mädchen
- 2015: Alarm für Cobra 11 - Die Autobahnpolizei - Lockdown
- 2015: SOKO Leipzig - Aus bestem Hause
- 2016: UFO - Es ist hier
- 2016-2017: Alles Liebe, Annette (internetserie)
- 2017: Blaumacher (6 afleveringen)
- 2017: Bad Cop - kriminell gut - Feuer und Flamme
- 2017-2019: Einstein (televisieserie, 9 afleveringen)
- 2018: Der Staatsanwalt - Die Enkelin
- 2018: Der Kroatien-Krimi - Mord auf Vis
- 2018: Professor T. - Das verlorene Kind
- 2018: SOKO Köln - Monster
- 2018-2021: Notruf Hafenkante (televisieserie, 37 afleveringen)
- 2019: Inga Lindström - Auf der Suche nach dir
- 2019: Immenhof - Das Abenteuer eines Sommers (televisieserie)
- 2020: Breaking Even (6 afleveringen)
- 2020: SOKO München - Tod am Bauzaun
- 2022: Immenhof - Das große Versprechen
- sinds 2022: Vikings Valhalla (televisieserie)
- 2024: Bauchgefühl (televisieserie)

### Muziekvideo's
- 2006: Oomph: The Power of Love
- 2015: Prinz Pi feat. Philipp Dittberner: 1.40 m
- 2016: Prinz Pi: Werte
- 2018: Michael Patrick Kelly: Roundabouts